# 胡方回
胡方回（？—？），安定郡臨涇縣（今甘肅省鎮原縣）人。
父胡義周，在後秦姚泓時任黃門侍郎。方回在夏國赫連屈丐執政時任中書侍郎。博覽史籍，寫有《統萬城銘》、《蛇祠碑》等文。赫連昌被滅後，入北魏朝，起初不為北魏朝廷所重視，後為北鎮司馬。“為鎮修表，有所稱慶”，為太武帝所賞識，召為中書博士，賜爵臨涇子，官至侍郎。

## 延伸阅读
[在维基数据编辑]
 《魏書·卷52》，出自魏收《魏书》
 《北史·卷034》，出自李延壽《北史》